# بني بوسعيد
بني بوسعيد بلدية من بلديات دائرة بني بوسعيد بولاية تلمسان الجزائرية.

## الموقع الجغرافي
يحدها كل من:
- شمالا: مغنية.
- جنوبا: البويهي.
- شرقا: بني سنوس.
- غربا: الحدود الغربية.

## قرى البلدية
01) بلدية بني بوسعيد: انبثقت عن التقسيم الإداري لسنة 1984 تبلغ مساحتها الاجمالية 329 كلم2 منها 195.96 هكتار مساحة غابية وعلى امتداد شريط حدودي يقدر بـ:40 كلم عدد سكانها:13026 نسمة بكثافة سكانية تقدر بـ: 40.4 ن/كلم2 ويشتغلون سكانها في الفلاحة والنشاط الموازي، وتعرف هذه البلدية على المستوى الوطني (سوق الــزوية).وهي تضم القرى التالية: 
- الزوية (مقر البلدية)
- سيدي مبارك
- أير أغريب
- أولاد موسى
- حيداس
- محمد صالح
- روبان

بني بوسعيد هي اسم لقبيلة أمازيغية زناتية تضم العروش التالية
- مزاج
- أيت موسى بن يحي
- أيت بلقاسم
- بني عزيز
- بني بوخلفن
- روبان
- اولاد سيدي رجمون

## بني بوسعيد ابان الثورة التحريرية
غداة اندلاع الحرب التحريرية الكبرى لأول نوفمبر 1954 كانت بني بوسعيد تخضع لمجموع البلديات المختلطة بمغنية حسب التنظيم الإداري الفرنسي آنذاك وهي تقع في أقصى نقطة من الجهة الغربية على الحدود الجزائرية المغربية. مجموع سكان المنطقة آنذاك 2000 نسمة موزعين على مساحة 329 كلم2، حرفتهم الوحيدة الفلاحة وتربية المواشي. شاركت منطقة بني بوسعيد بقسط وافر في حركة التحرير الوطنية وقد كانت منطقة عمليات واسعة للتنظيم الثوري والتنسيق وساعدها على ذلك تضاريس المنطقة والجبال الوعرة المسالك وطول الخط الحدودي مع المغرب، الذي يبلغ طوله 41 كلم. ضمن التقسيم الذي وضعته قيادة الثورة، كانت بلدية بني بوسعيد ضمن الولاية الخامسة، الناحية الأولى المنطقة الثانية.
الإرهاصات السياسية في المنطقة قبل أندلاع ثورة نوفمبر: من الإرهاصات السياسية التي يجدر ذكرها في هذا المقام هي تلك المشاركة التي ساهم بها أغلب سكان المنطقة في نضال مختلف الأحزاب السياسية التي ظهرت في الجزائر، وعلى الأخص بعد الحرب العالمية الثانية. اندلاع الثورة التحريرية: بمجرد اندلاع ثورة أول نوفمبر التحريرية سارع سكان بني بوسعيد إلى احتضان الثورة والثوار فالتحق بصفوف جيشها القادرون على حمل السلاح، وساهم الآخرون في تقديم المساعدات المادية والمعنوية مؤازرة منهم وتدعيما لثورتنا المباركة. وقد بلغت هذه المؤازرة أوجها مع بداية سنة 1955 مما أثار حفيظة الجيش الفرنسي المحتل وشرد سكان المنطقة، واعتبر هذه الأخيرة منطقة محرمة وسلك فيها مسلك الأرض المحروقة فهدم منازل السكان وخرب أملاكهم وقطع أشجارهم المثمرة، وزج بالكثير منهم في المحتشدات، وطوق أراضيهم بالأسلاك الشائكة الملغمة والمكهربة (خطي شال وموريس) ورغم هذا التنكيل فإن أبناء المنطقة لم يترددوا في مواصلة النضال بمختلف الوسائل، وخاضوا مع إخوانهم المجاهدين معارك عنيفة. وكانت حصيلة هذه الملحمة الكبرى، أن استشهد عدد كبير من أعز أبناء هذه المنطقة، قدموا أرواحهم، إلى جانب إخوانهم قرباناً من أجل الاستقلال والحرية مسجلاً بذلك أروع الصفحات التاريخية في نضال الشجاعة والاستبسال.
السؤال المطروح لماذا سميت دائرة بني بوسعيد؟ وهي تضم بلديتي بني بوسعيد وسيدي مجاهد أو عرش بني بوسعيد وعرش الكاف

## بني بوسعيد في التاريخ
إنّ معظم سكان بني بوسعيد يرجع نسبهم إلى قبيلة زناتة، التي ينحدر منها بنويفرن، وبنو عمان ومغراوة، التي تعد أكبر المجموعات المنحدرة من الزناتيين. وينحدر من مغراوة، كذلك بنو حبيب، وبنو سليت وبنو زندق وبنووراق وبنو ورسيفان، والأغواط، وبنو ريغة، وعدد آخر من القبائل التي يصعب تحديدها. وبنو حبيب هم الجدود الأوائل لقبيلة بني بوسعيد... والأراضي الواسعة التي كانت ترتحل وتتنقل فيها فروع وقبائل بني حبيب تشمل منطقة الغرب الأوسط بدءا من الشلف إلى تلمسان وإلى غاية جبال مديونة. فمغراوة كانوا رحلا أحراراً ينتقلون بخيامهم من مكان إلى آخر بحرية وبسرعة أحيانا. ولما جاء الإسلام بادروا إلى اعتناقه. وقام أميرهم: «ابن ويزمر» بزيارة المدينة المنورة في عهد خلافة عثمان بن عفّان الذي أكرم وفادته، وثبت مشيخته على رأس قبيلته ومناطق النفوذ التابعة لها. غير أن هناك رواية أخرى تذكر بأنّ شيخ القبيلة المذكور وقع أسيرا في إحدى المعارك التي نشبت بين البرابرة والعرب الفاتحين الحاملين لرسالة الإسلام. وبعد مثوله أمام الخليفة عفا عنه وأكرمه، مما جعله يعتنق الإسلام، ويعمل على نشره بين قبائل مغراوة، بعد أن ثبتت مشيخته من قبل الخليفة. وقد بقيت قبائل مغراوة وفية بولائها للخلافة الإسلامية بالمشرق العربي إلى أن دخل الهلاليون أراضيهم في القرن الخامس الهجري. وابتداء من هذه الفترة أخذ بنو بوسعيد نصيبهم من الصراعات الداخلية التي شهدتها منطقة المغرب الأوسط. وقد أدوا أدواراً فعالة في معارك تلك الصراعات التي يصعب حصرها وتحديدها... وفي سنة 771 هـ هاجر أحد أبناء السلطان علي بن راشد إلى جبال بني بوسعيد. وفي هذه المرحلة التاريخية قام السكان البرابرة في المنطقة باضطراب وتمرّد على السلطان عبد العزيز، غير أنّ هذا العصيان انتهى باحتلال المناطق الإستراتجيّة لقبيلة بني بوسعيد. ويذكر أيضا أنّه في عهد السّيطرة الرومانية قامت فئة مسيحيّة بتأسيس إقامة لها في المنطقة المعدنيّة المعروفة بـ «معدن غار روبّان» وذلك تحت إشراف الرّاهب المعروف باسم «لبلق الفرطاس» وهذا بالقرب من مدينة وجدة (المنطقة حالياً محاذية للحدود الجزائرية المغربية). وبعد الاجتياح الهلالي كان بنو بوسعيد يدفعون الضرائب للغزاة المستولين على المنطقة بالتتّابع، من عرب وأسبان وأتراك وفرنسييّن. فعندما كانوا تابعين لنفوذ الأسبان كانوا يدفعون لهم الضرائب بوهران، إلى أن جاء السلطان أبو عافية من المغرب والذي أزاحَ الأسبان من البلاد. ثم جاء السلطان الدرقاوي من الشرق، وأزاح هو بدوره نفوذ أبي عافية من المنطقة. وبعد دخول الأتراك، واستيلائهم على المنطقة. بنو بوسعيد أصبحوا تابعين لإدارة باي وهران. وبقي الحال كذلك إلى حين مجيء الاحتلال الفرنسي، حيث أبدى سكان بني بوسعيد بعض المقاومة إلى أن تم استسلامهم بشكل نهائي في شهر أكتوبر سنة 1845 لقوّة الاحتلال الفرنسي بالمنطقة والتي كان يقودها الجنرال «كافينيك Cavaîngnac» الذي قدم من منطقة «بيدو». وقد أصبحت منطقة بني بوسعيد تابعة إدارياً لدائرة مغنية بموجب القرار المؤرخ في 17-02-1858 وسكان بنو بوسعيد كان يبلغ عددهم حسب إحصاء سنة 1931 كالآتي: الأوروبيون: 210 والسكان الأصليين عددهم: 3476 ويكون مجموع السكان هو: 3686 نسمة.